# Wilhelm Kratz (Politiker)
Wilhelm Kratz (* 11. Juni 1905 in Kutzhof; † 30. April 1986 in Merzig) war ein deutscher Jurist und Politiker (CDU).

## Leben
Nach dem Abitur studierte Kratz Rechtswissenschaften und trat 1924 in den Wissenschaftlichen Katholischen Studentenverein Unitas-Salia Bonn ein. Seit 1933 war er als Rechtsanwalt in Merzig tätig. Am 16. Mai 1933 beantragte Kratz die Aufnahme in die NSDAP und wurde zum 1. Juni desselben Jahres aufgenommen (Mitgliedsnummer 2.696.359). Bei der ersten Saarabstimmung 1935 kämpfte Kratz für die Deutsche Front, der er seit 1934 angehörte. Wehrdienst leistete er 1938 und 1939/40, ab März 1943 war er im Zweiten Weltkrieg als Unteroffizier in Russland im Fronteinsatz und geriet bei Kriegsende in britische Gefangenschaft. Er wurde dann von der französischen Sûreté verhaftet und bis 1947 interniert. 
Nach seiner Entlassung erhielt er 1948 seine neuerliche Zulassung als Rechtsanwalt. In den 1950er-Jahren zählte er zu den Gründern der im damaligen Saarprotektorat illegalen CDU im Landkreis Merzig-Wadern.
Kratz war von 1955 bis 1960 Mitglied des Saarländischen Landtages und dort 1956/57 Vorsitzender der CDU-Fraktion. Vom 18. März 1957 bis zum 26. Februar 1959 amtierte er als Landtagspräsident. Er wurde am 4. Januar 1957 vom Landtag in den Deutschen Bundestag entsandt, legte sein Mandat aber bereits am 11. April desselben Jahres nieder, um sich auf das neu übernommene Amt als Landtagspräsidenten zu konzentrieren.

## Ehrungen
Kratz wurde am 25. April 1977 mit dem Saarländischen Verdienstorden ausgezeichnet.